# Podzol

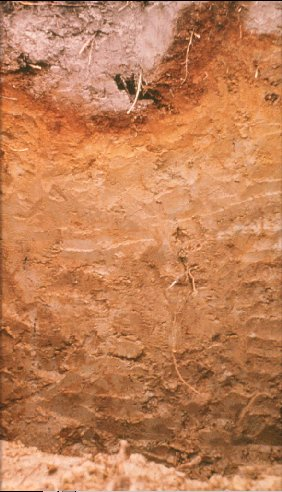
podzol

A podzol egyike a harmincféle talajtípusnak: kilúgozott szürke erdőtalaj. A kilúgozódást a magas csapadékmennyiség okozza, ennek révén az ásványi sók a mélybe mosódnak. Alacsony humusztartalmú, általában savanyú talaj. A tajga, ill. az erdőkkel borított területek jellegzetes talaja. Magas ásványianyag-tartalmú, főleg kvarccal (szilícium-dioxid), valamint fém-oxidokkal. Gyenge termőképességű, szürkés színű, jellegzetes rétegződésű. 
Neve az orosz nyelvből ered: pod alatt, alatti; zola hamu.

## Előfordulása

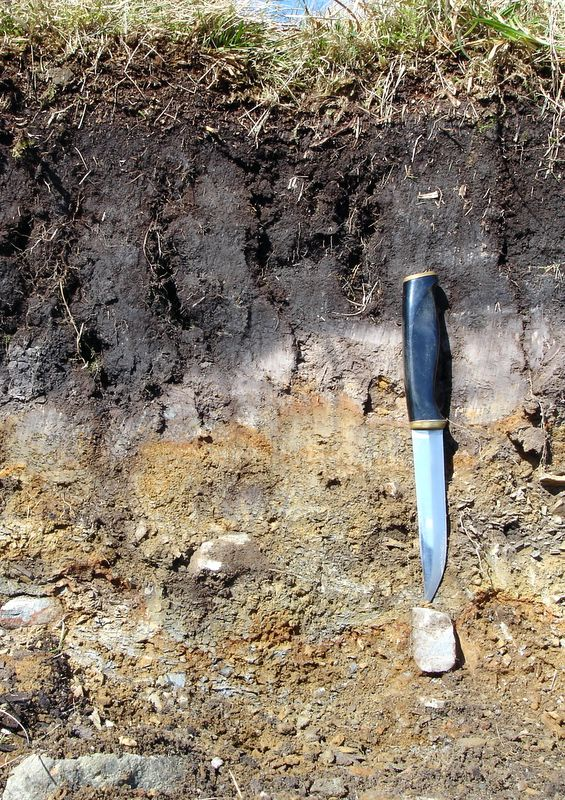
Podzoltalaj a jellegzetes rétegeivel

Elsősorban a hideg-mérsékelt övben (tajgaöv), ill. az óceáni éghajlatú régiókban, valamint a hegyvidéki fenyvesek alatt. Az oroszországi, északi területek mellett előfordul Kanadában, de az eukaliptuszerdőkkel borított Dél-Ausztráliában, valamint a homokos floridai vidékeken is.

## Lásd még
- http://www.britannica.com/eb/article-9060517/Podzol
- http://www.encyclopedia.com/doc/1E1-podzol.html